# Pedro Foss
Pedro Foss (Esteio, 19 de setembro de 1985) é um jornalista e cineasta brasileiro. 

## Biografia

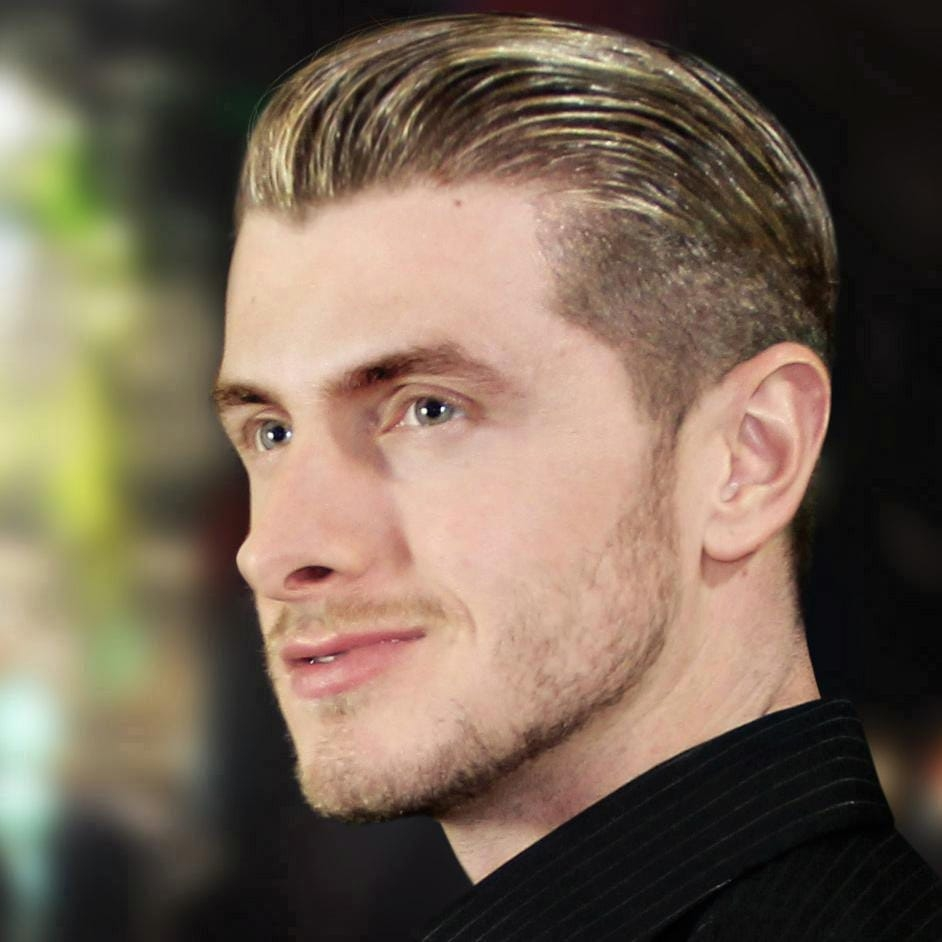
Pedro Foss no Festival de Cinema de Gramado em 2014

Pedro Foss é formado em jornalismo pela Universidade do Vale do Rio dos Sinos (UNISINOS).
Nomeado ao Los Angeles Brazilian Film Festival . Nomeado ao Festival de Gramado . Representou o Brasil na Mostra de Cinema ASR em San Diego, na Califórnia.  Premiados no Reed Latino Awards 2022, TV - Melhor Campanha Presidencial.
MARKETING POLÍTICO:   
Com o marqueteiro Marcos Martinelli, trabalhou no núcleo audiovisual de campanhas eleitorais: Em 2022, a campanha presidencial que elegeu João Lourenço presidente de Angola. Em 2021, ainda em África  a vitoriosa campanha presidencial de José Maria Neves em Cabo Verde.  Campanha premiada no Reed Latino Awards  . Seguido de: Amazonino Mendes (AM - 2020),  Amazonino Mendes (AM - 2018),  Artur Virgílio Neto (AM- 2016),  José Ivo Sartori (RS- 2014), José Fortunati (RS – 2012) , Rodrigo Maia (RJ – 2012), Tasso Jereissati (CE-2010) e Marcelo Simão (RJ-2008).  
Em 2022, no Brasil, foi realizador audiovisual do Senador da República Eduardo Braga e, em 2024, do Presidente da Assembléia Legislativa do Amazonas, Deputado Roberto Cidade. 
TELEVISÃO:     
Na África, dirigiu os filmes promocionais da Copa do Mundo Catar 2022, para a TV Girassol, emissora oficial dos jogos em Angola. Logo após assumiu a direção do programa de entretenimento da emissora: "Tudo Passa Aqui", exibido nas noites de domingo, em rede nacional. Foi diretor de imagens na TV Record (RS), apresentador na TV União (CE) e operador de câmera no Projac - TV Globo (RJ).      
CINEMA:
Como diretor e roteirista, realizou 12 filmes em curta-metragem. 
Em 2003 lançou o curta O Mal de Sanderpyl, estrelado por Werner Schünemann, Duca Leindecker e Oscar Simch. 
No ano seguinte, dirigiu Zé Victor Castiel, Daniela Escobar e Felipe Finken (Cena Aberta) na trama policial O Caso Linbol. 
Em 2005, foi a vez de Ingra Liberato, Felipe Sequeira (de Chiquititas) e do top da Agência Elite Juliano Zanatta estrelarem Sindrome de Parru, trama sobrenatural sobre a lenda de uma tribo de índios antropofágicos da América.   
No mesmo ano lançou Sozinho, curta metragem metalinguístico com as participações de Regina Casé e Bruno Garcia.  
Em 2006 que ganhou reconhecimento nacional ao lançar A Última Onda, curta-metragem gaúcho que denunciou a morte de surfistas em redes de pesca no litoral sul do País, exibido no ASR San Diego, na Califórnia - EUA. Estrelado por Paulo Zulu e os globais Nívea Stelmann e Nelson Diniz. 
Em 2007 lançou o curta-metragem Barros, com Maitê Proença e Lu Adams, filme de horror psicológico, relacionado a uma lagoa do Rio Grande do Sul, onde os banhistas são sugados e largados no oceano, a milhas da costa. 
Em 2009 lançou Pseudo , curta-metragem estrelado por Cláudio Heinrich, Sheron Menezes e Fátima Montenegro, com tema relacionado à mitomania, uma compulsão mórbida pela mentira. 
Em 2010 lançou o filme em curta-metragem Uma Visita a Holliweger, estrelado por Lucélia Santos e Pedro Neschling, nomeado ao Festival de Cinema de Gramado. O filme relata uma lendária chacina de crianças nos anos 70 no Rio Grande do Sul.
No mesmo ano rodou A Luz por um Momento, com Maurício Mattar, Cássia Linhares e Alexandre Scaquette. 
Em 2012 lançou o suspense Quinta das Janelas, estrelado por Larissa Maciel, Bárbara Paz e Rodrigo Simas. Readaptação de um popular episódio da série "Visões Noturnas" . Quinta das Janelas foi assistido por mais de 3 milhões de internautas nas plataformas Youtube e Facebook. 
Em 2013 rodou o terror psicológico Luiza, estrelado por Luana Piovani, Eriberto Leão e Paula Burlamaqui.  O filme é primeira parte de uma trilogia intitulada Delirium . O projeto engloba três filmes de terror psicológico que abordaram algumas das síndromes mais sinistras que atingem o ser humano.  Indicado ao Los Angeles Brazilian Film Festival. 
Em 2014 rodou a continuação do projeto Delirium, com o filme A Morte & Vida de Ana Belshoff.  Estrelado por Carol Castro, Bruno Gissoni  e Luciano Szafir. 